# Edouard Potjes
Edouard-Adrien-Nicolas Potjes, né à Nimègue (Pays-Bas) le 13 août 1860 et mort le 4 janvier 1931 à Seattle aux États-Unis, est un compositeur et un pianiste néerlandais.
Il s'appliqua à la musique dès l'âge de 7 ans ; il reçut les premières notions du piano de P. Van Merkestein ; puis il apprit l'harmonie et le contrepoint sous la direction de Grégoire Van Dyck à Boxmeer ; de 1878 à 1880 il suivit le cours de composition de Richard Hol ; enfin, à Cologne, il fut l'élève de Ferdinand Hiller pour la composition et de Jacob Kwast pour le piano.
Ses études achevées, Potjes s'établit à Anvers comme professeur de musique ; en 1885 il eut l'occasion de se faire entendre par Liszt ; sur le conseil de celui-ci il sollicita la place de professeur de piano au Pādagogium de Strasbourg et il l'obtint ; mais il quitta bientôt Strasbourg et il fit une tournée artistique en Hollande ; l'année suivante, il alla s'établir de nouveau à Anvers (1887), continuant à faire de nombreuses tournées artistiques en Angleterre et en France.
Le professeur du cours supérieur de piano du Conservatoire de Gand, Max Heynderickx étant mort (12 juin 1893), un concours fut organisé pour son remplacement ; plusieurs artistes de talent se présentèrent, le jury arrêta son choix sur Potjes, qui fut définitivement nommé par l'arrêté royal du 29 décembre 1893.
En 1917, il démissionna de ce poste qu'il a occupé pendant vingt-deux ans à la tête du Département Virtuoso Piano au Conservatoire royal de Gand pour immigrer aux États-Unis en tant que réfugiés de guerre. Il a déménagé à Seattle en 1922, et est devenu citoyen américain en 1924. Il a visité les États européens en tant que pianiste de concert et a composé plusieurs opéras. Potjes enseigna le piano, l'harmonie et de composition, et il était avec la Cornish School pour un an. Depuis qu'il a quitté Cornish School, Potjes passait tout son temps avec ses étudiants et dans les compositions jusqu'à sa mort.
Potjes a été un virtuose de grand talent comme le prouvent les brillants succès qu'il obtient à chacune de ses exécutions dans les concerts ; citons en particulier son Recital à Liège offert aux membres de la Legia, en janvier 1896 ; celui qu'il donna, en janvier 1897, dans la salle Pleyel à Paris, où il fit applaudir sa brillante exécution d'œuvres de caractères fort différents : de Bach, Tausig, Liszt, Chopin, Saint-Saëns, Rachmaninoff, Schumann, Beethoven, etc. ; le Piano-Recital Beethoven au Cercle des Concerts d'hiver en janvier 1899 où il ravit le public par une exécution magistrale de quatre sonates, parmi les plus grandes, de Beethoven.
Il a été aussi compositeur fécond ; voici la liste de ses œuvres (mise à jour jusqu'à 1901) :

## Œuvres

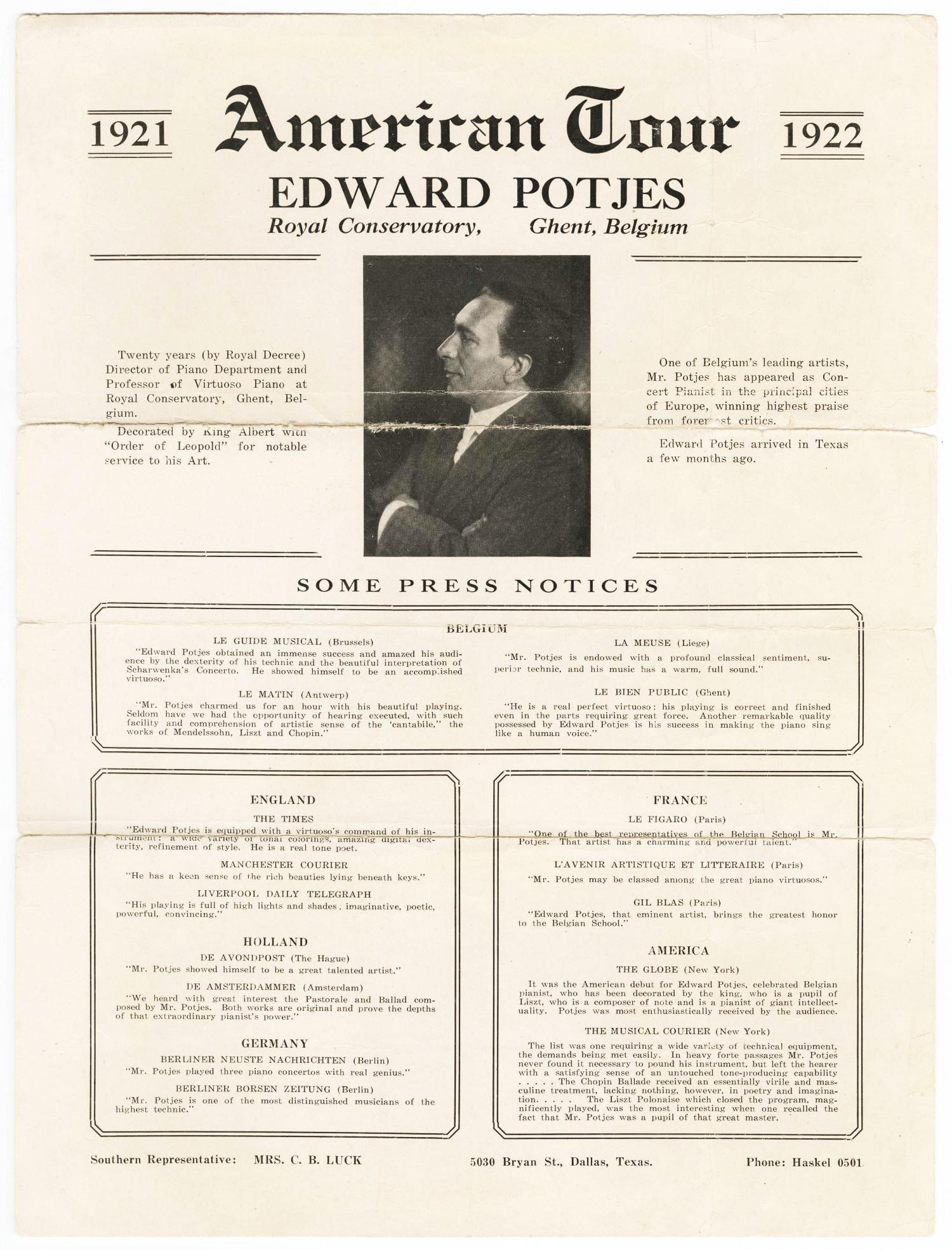
Prospectus de la tour américaine fait par Potjes entre 1921 et 1922.

- 1. Grande valse pour le piano (op. 1) (Ed. A. Uhrig à Cologne)
- 2. Liedercyclus, en allemand (op. 2)
- 3. Andante pour le piano (op. 3) (Ed. Augener et Cie., Londres)
- 4. Ballade, id. (op. 4) (Ed. Schott frères, Bruxelles)
- 5. Pastorale, id. (op. 5) (Ed. Augener et Cie., Londres)
- 6. 2de. valse-caprice, id. (op. 6) (id.)
- 7. Trost der Gerechtigheid, aria (op. 7)
- 8. Drei lieder (op. 8) (Ed. Schott frères, Bruxelles) :
A) Liebster! Nur dich sch'n
B) Christgeschenk
C) Ich wollte dasz der Frieden
- 9. Villanella, pour le piano (op. 9) (Ed. Augener et Cie., Londres)
- 10. Deux danses (op. 10), id. :
A) Danse des Aulnes
B) Danse hongroise
- 11. Valse brillante, en sol bémol majeur, id. (op. 11) (id.)
- 12. Nocturne en fa dièze majeur, id. (op. 12)
- 13. Berceuse pour violon et piano (op. 13) (id.)
- 14. Deux danses (op. 14) (Ed. Augener et Cie., Londres) :
A) Danse hongroise
B) Petite valse
- 15. Trois morceaux (op. 15) (Ed. Holzmann, Zürich) :
A) Gavotte
B) Nocturne
C) Air de Ballet
- 16. Illustrations, id. sur le roman de Bulwer Lytton : Les derniers jours de Pompéi (op. 16)
- 17. Messe pour soprano, ténor et basse, avec accomp. d'orgue (harpe et instruments à cordes ad libitum) (op. 17)
- 18. Quatre consolations, pour le piano (op. 18)
- 19. Bal champêtre, six danses pour le piano (op. 19) (Ed. Augener et Cie., Londres) :
A) Marche
B) Valse
C) Intermède (Les Gnomes)
D) Mazurka
E) Polka
F) Galop
- 20. Fantaisie hongroise Czardas pour piano à quatre mains (op. 20)
- 21. Illusions de jeunesse, pour le piano (op. 21) (Ed. Augener et Cie., Londres) :
A) Sérénade
B) Danse féerique
C) Idylle
D) Rêverie
E) Prière
F) Bonheur accompli (valse)
- 22. Deux morceaux, id. (op. 22) :
A) La Babillarde
B) L'Espiègle
- 23. Sonate, id. (op. 23)
- 24. Envoi de fleurs, morceaux caractéristiques pour le piano (op. 24) (Ed. Me. Beyer, Gand) :
A) Lilas
B) Aubépine
C) Pensée
D) Pervenche
E) Œillet
F) Rose
- 25. Paraphrase de concert, morceau de piano sur un air national (op. 25)
- 26. Sonate, pour piano et violon (op. 26) (id.)
- 27. Quintette, pour piano, 2 violons, alto et violoncelle (op. 27) (id.)
- 28. Cinq pièces, pour le piano (op. 28) (Ed. Teerlinck, Gand) :
A) Luronne
B) Berceuse
C) Sérénade
D) Marche nuptiale
E) Mutine
- 29. Cinq pièces, pour le piano (album pour la jeunesse) (op. 29) (Ed. Me. Beyer, Gand) :
A) Chant de Noël
B) La Gracieuse
C) La Danse des Bayadères
D) Romance
E) Les Patineurs

### Compositions sans indication d'opus
- Feuillet d'Album (Ed. Augener et Cie., Londres)
- Angelus, lied en flamand (Ed. Faes, Anvers)
- Lamentation, air dramatique
- Chanson d'hiver, pour chant et piano (Ed. Teerlinck, Gand)
- Theseus et Ariane : grand opéra en trois actes, paroles de Charles Duprez (autographie, Armand Heins, mai 1900)
- Lorenzo Murano